# Stracchino Bronzone
Lo Stracchino Bronzone (Stràchì, in dialetto bergamasco) è un formaggio fresco lombardo di latte vaccino intero.

## Caratteristiche
Si tratta di un formaggio molle a pasta cruda, di colore bianco nei primi giorni, tendente al giallo paglierino con il processo di stagionatura, con una leggera piumatura bianca esterna.
Asciutto sulla crosta, più morbido e compatto all'interno, ha un sapore caratteristico che ricorda l'aroma di latte. A volte leggermente acidulo. Di forma quadrata, presenta un piano di 18/20 cm di lato e uno scalzo di 3/4 cm. Il peso varia da 1,5 a 2,2 kg.

## Area di produzione

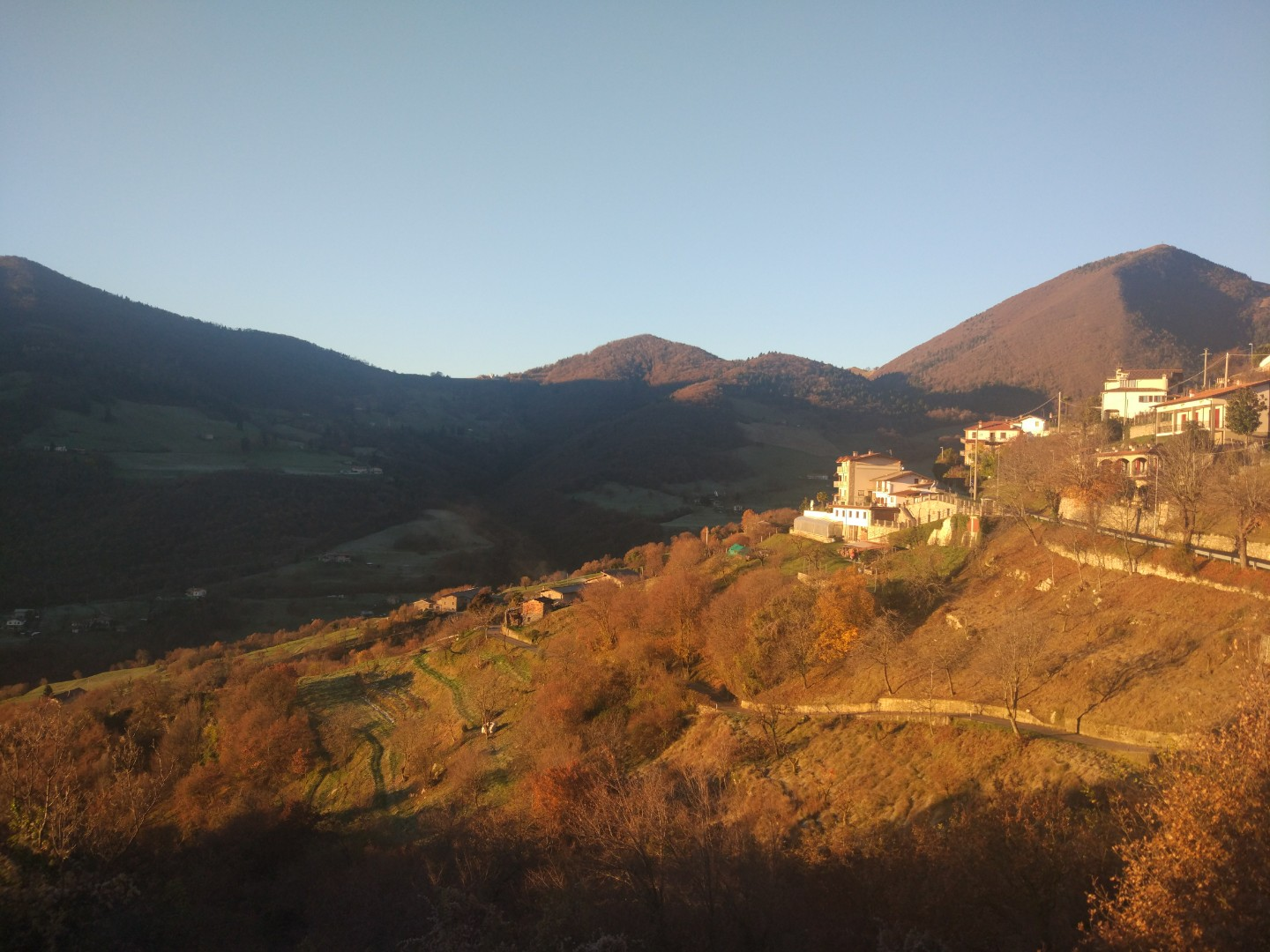
Veduta del Monte Bronzone e della vallata di Vigolo

La denominazione Stracchino Bronzone trova la sua origine nel territorio in cui viene prodotto. L'area in cui è riconosciuta la denominazione del prodotto è infatti quella che comprende i comuni limitrofi al Monte Bronzone comprendendo i comuni di Vigolo, Predore, Adrara San Martino, Adrara San Rocco e Viadanica. La zona è quella delle Prealpi Bergamasche (porzione delle Alpi e Prealpi Orobiche), che si estende attraverso terreni collinari di formazione argillo-calcarea fino a raggiungere la sponda occidentale del Lago d'Iseo.

## Tecniche di lavorazione
Il latte appena munto viene raccolto in appositi tank e refrigerato ad una temperatura di 4 °C. Viene mantenuto a questa temperatura fino al suo ingresso nel pastorizzoratore. Qui il latte viene portato alla temperatura di 72 °C per alcuni secondi e poi trasferito nella polivalente, raffreddandosi e raggiungendo la temperatura di 35 °C. A questo punto si procede con l'aggiunta dei fermenti lattici e del coagulo e si lascia riposare per 40 minuti. Si effettua dunque il primo taglio della cagliata, si lascia riposare per 10 minuti e rffettua un secondo taglio fino a raggiungere una dimensione dei coaguli simili ad una noce.
A questo punto si fa asciugare per 20 minuti e poi si procede con lo scarico della cagliata all'interno degli stampi, i quali vengono posizionati su paglia su di tavole di sgocciolatura.
Nelle successive 12 ore le forme vengono rivoltate per 4 volte; al termine avviene la prima salatura (su una faccia) e a distanza di altre 12 ore la seconda salatura.
Al termine di questo processo lo stracchino è pronto per essere consumato, anche se si consiglia una stagionatura di circa un mese.

## Caratteristiche e peculiarità
La differenza principale con lo stracchino tradizionale è la consistenza della pasta e della crosta, più gessata ed irregolare.

## Ricette
Lo Stracchino Bronzone è piuttosto versatile e si presta, oltre che ad essere consumato come formaggio da tavola, anche a vari altri usi gastronomici.